# Tefedest
Tefedest är en bergskedja i Algeriet.   Den ligger i provinsen Tamanrasset, i den centrala delen av landet, 1 400 km söder om huvudstaden Alger.